# Marian Hodulik
Marian Hodulik (* 26. November 1979) ist ein ehemaliger slowakischer Fußballspieler.

## Werdegang
Der Innenverteidiger begann seine Karriere in der Jugendabteilung von Spartak Trnava und absolvierte Länderspiele für diverse slowakische Auswahlmannschaften. Im Jahre 1997 wechselte Hodulik in die Jugend des FC Gütersloh. Ein Jahr später rückte Hodulik in den Kader der ersten Mannschaft auf, die seinerzeit in der 2. Bundesliga spielte. Am 25. September 1998 absolvierte er sein erstes und einziges Zweitligaspiel bei der 0:2-Niederlage der Gütersloher bei Tennis Borussia Berlin. Hodulik spielte von Anfang an und wurde in der 79. Minute gegen Horst Elberfeld ausgewechselt. Mit den Güterslohern stieg Hodulik am Ende der Saison 1998/99 aus der 2. Bundesliga ab.
In der folgenden Regionalligasaison 1999/2000 musste der Verein insolvenzbedingt aufgelöst werden. Der Verein wurde als FC Gütersloh 2000 neu gegründet und konnte unter Ausnutzung einer Satzungslücke den Spielbetrieb in der Oberliga Westfalen fortsetzen. In der Saison 2001/02 spielte Hodulik noch für den Oberligisten BV Cloppenburg, bevor er in seine Heimat zu Artmedia Bratislava wechselte. Nach drei Jahren in der Slowakei setzte Hodulik seine Karriere im österreichischen Amateurfußball fort und spielte für den FC Mistelbach, den Kremser SC, den SC Wolkersdorf, den ASC Götzendorf, den FSV Velm und den Sportfreunden Berg. Im Jahre 2017 beendete er seine Karriere.